# Ognica promieniopłetwa
Ognica promieniopłetwa, skrzydlica promieniopłetwa (Pterois radiata) – gatunek morskiej ryby skorpenokształtnej z rodziny skorpenowatych (Scorpaenidae).

## Taksonomia

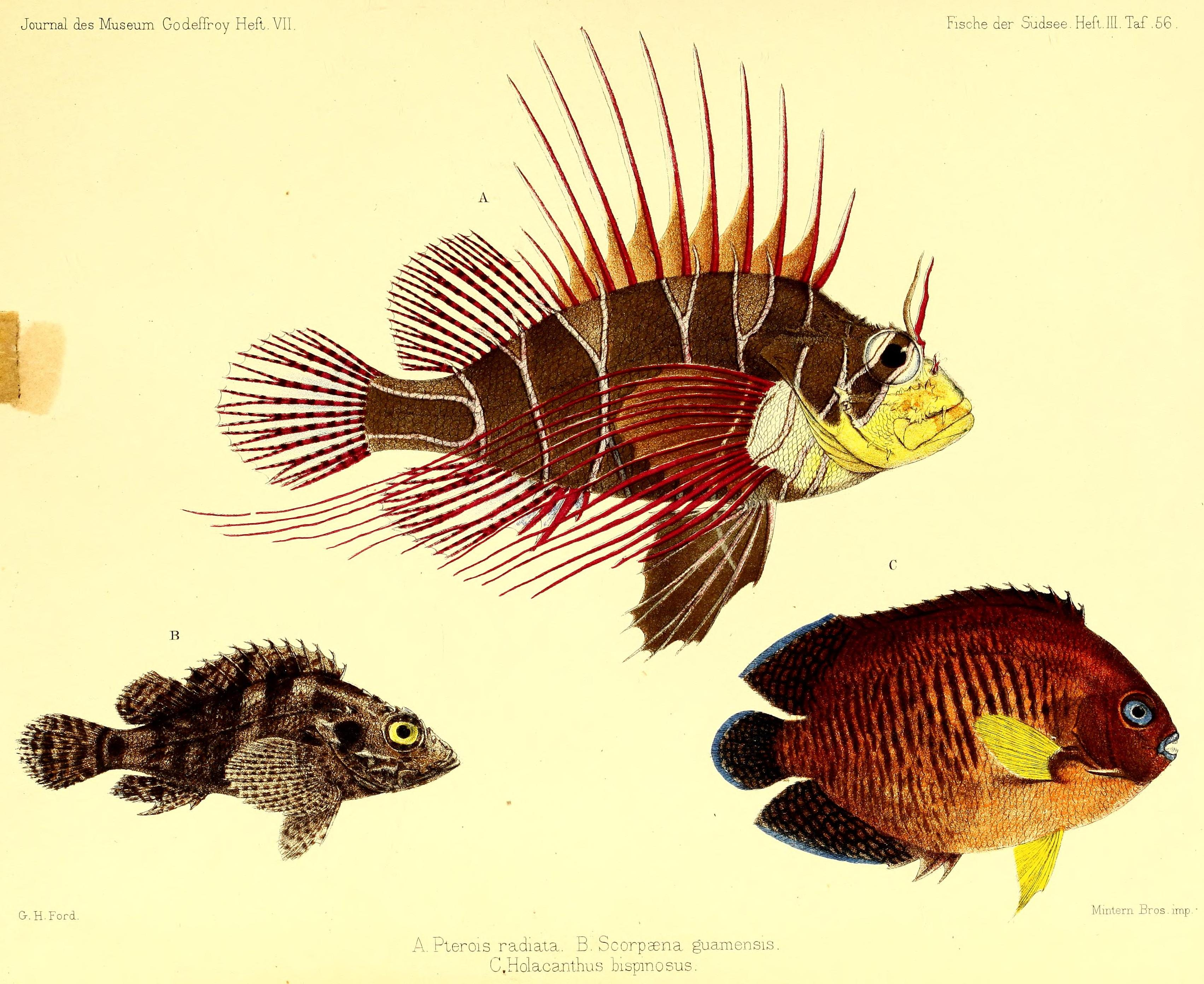
Ilustracja opublikowana w trzecim tomie „Andrew Garrett’s Fische der Südsee” z 1873; A – ognica promieniopłetwa, B – Scorpaenodes guamensis, C – Centropyge bispinosa

Gatunek po raz pierwszy opisał naukowo francuski zoolog Georges Cuvier w 1829 w pracy zatytułowanej „Histoire naturelle des poissons”. Miejsce typowe – Tahiti w archipelagu Wysp Towarzystwa (Polinezja Francuska). Neotyp znajduje się w zbiorach Muzeum Historii Naturalnej w Chicago. Obecnie (stan 2019) ryba ta klasyfikowana jest w rodzaju Pterois w rodzinie ryb skorpenowatych. Nazwa rodzajowa pochodzi z języka greckiego – pteron (πτερον) oznacza skrzydło lub płetwę.

## Występowanie
Jest to gatunek morski. Występuje w zwrotnikowych wodach Indo-Pacyfiku, od Sodwana Bay (Południowa Afryka) i Morza Czerwonego na zachodzie po Wyspy Towarzystwa na wschodzie oraz od japońskiego archipelagu Riukiu na północy po Nową Kaledonię na południu (32°N–30°S). Obserwacje z Maskarenów są niepewne i z dużym prawdopodobieństwem odnoszą się do ognicy rogatej (Pterois antennata). W podziale na regiony rybołówstwa FAO (ang. FAO Major Fishing Areas) gatunek notowany w regionach zachodniego (nr regionu 51) i wschodniego (57) Oceanu Indyjskiego, a także północno-zachodniego (61), środkowo-zachodniego (71) i środkowo-wschodniego (77) Pacyfiku.
Bytuje w płytkich wodach, w okolicach raf koralowych, głównie skalistych, na głębokości do 30 m, zwykle jednak 3–20 p.p.m. Jest powszechny w całym regionie wód indo-pacyficznych.

## Morfologia

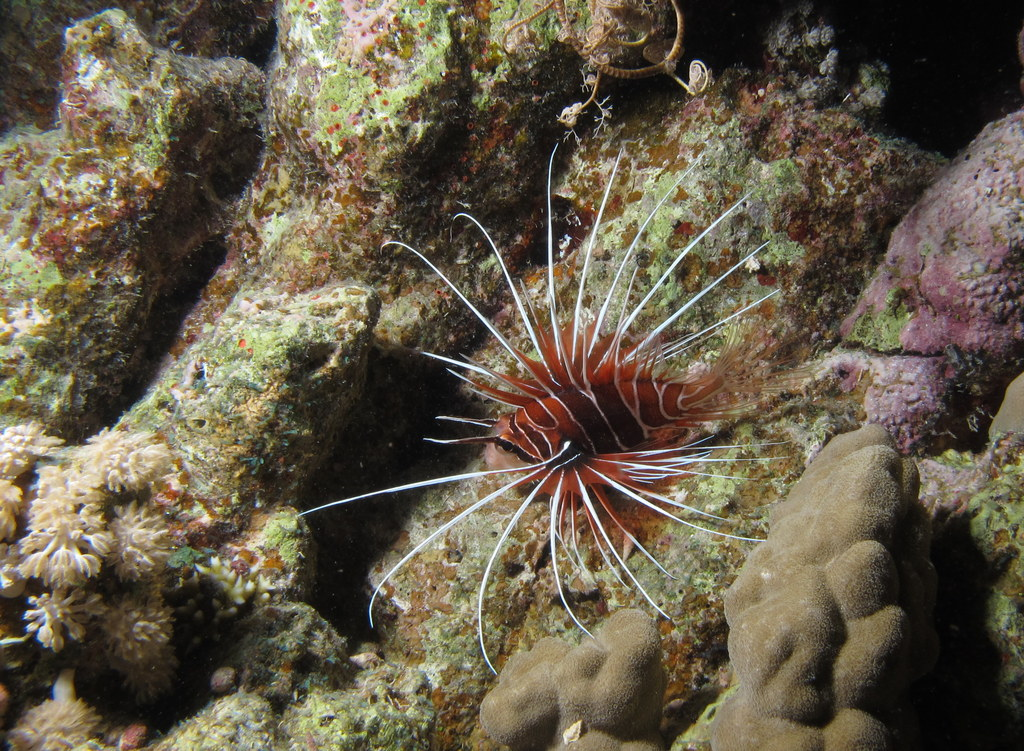
Ognica promieniopłetwa w pobliżu skalistej rafy w Morzu Czerwonym

Osiąga maksymalnie 24 cm długości całkowitej (TL), przeważnie 20 TL. Ma dużą głowę, wielkości około trzeciej części ciała; otwór gębowy głęboki. Wymiary przykładowego osobnika (13,2 cm TL) w odniesieniu do długości całkowitej: długość standardowa – 78,5%, długość ogonowa – 52,5%, długość przedgrzbietowa – 21,7%, długość przedpiersiowa – 27,9%, głębokość ciała – 31,0%, długość głowy – 30,1%; średnica oka – 18,2% długości głowy. Występuje jedna płetwa grzbietowa z 12–13 kolcami i 10–12 promieniami miękkimi, wyraźnie przedzielona wcięciem na przednią część ciernistą i tylną miękką z jednym kolcem. Zaobserwowano różnice w liczbie promieni płetwy grzbietowej pomiędzy różnymi populacjami w Oceanie Spokojnym. Występuje jedna płetwa odbytowa z 3 kolcami i  5–6 promieniami miękkimi. Płetwy piersiowe są duże, z 16–17 charakterystycznymi, nitkowymi, palczastymi, jasnymi promieniami miękkimi. W płetwie brzusznej występuje jeden cierń.
Ubarwienie od czerwonawego do brązowawego, z 5–6 szerokimi, ciemnymi pasami oddzielonymi jasnymi liniami.

## Zachowanie
Żywi się przede wszystkim małymi krabami i krewetkami, m.in. Stenopus hispidus. U podstawy promieni ciernistych płetwy grzbietowej zlokalizowane są gruczoły jadowe. Ukłucia są bardzo bolesne, odczuwalne natychmiastowo, ból jest pulsujący. W bardzo krótkim czasie (kilka minut) może objąć całą kończynę. Jad zachowuje swoje toksyczne właściwości do kilku dni po śmierci ryby. Ognica promieniopłetwa nie należy jednak do gatunków agresywnych.

## Ochrona
Od 2016 Międzynarodowa Unia Ochrony Przyrody (IUCN) na podstawie oceny z marca 2015 uznaje ognicę promieniopłetwą za gatunek najmniejszej troski (ang. least concern – LC). Nie istnieją żadne szczególne środki ochronne. Zasięg jej występowania może pokrywać się z niektórymi morskimi obszarami chronionymi. Trend populacji jest nieznany.

## Znaczenie gospodarcze
Gatunek handlowy, popularny wśród akwarystów. Nie odnotowano z tego powodu żadnych negatywnych skutków dla liczebności globalnej populacji. W zbiorach muzealnych na całym świecie – w tych, których rekordy zbierane są w projekcie FishNet – według stanu na czerwiec 2019 zgromadzonych było 336 okazów tej ryby.